# Różyczka (ścieżka dźwiękowa)
Różyczka – ścieżka dźwiękowa do polskiego filmu fabularnego w reżyserii Jana Kidawy-Błońskiego z 2010 pt. Różyczka autorstwa Michała Lorenca.
Nagranie w Polsce uzyskało status złotej płyty.
Stylistyka utworów nawiązuje do jazzu lat 60. XX w., pojawiają się też tematy żydowskie.
Utwór Wyjazd z Polski był tematem przewodnim w czasie relacji z wydarzeń związanych z żałobą i ceremoniami pogrzebowymi po katastrofie polskiego Tu-154 w Smoleńsku w kwietniu 2010.

## Wykonawcy
- Andrzej Borzym Jr. – dyrygent
- Henryk Miśkiewicz – klarnet, basklarnet, saksofon,
- Sebastian Frankiewicz – perkusja jazzowa,
- Marcin Pospieszalski – kontrabas jazzowy,
- Robert Siwak – instrumenty perkusyjne,
- Jan Smoczyński – fortepian,
- Bogdan Kupisiewicz – gitara,
- Anna Sikorzak-Olek – harfa,
- Tomasz Kiniorski – flety,
- Agnieszka Kopacka-Aleksandrowicz – czelesta

## Lista utworów
1. Wyjazd z Polski - 2:22
muzyka: Michał Lorenc
2. Warszawa 1967 - 2:02
muzyka: Michał Lorenc
3. Różyczka - 1:36
muzyka: Michał Lorenc
4. Spadanie - 2:31
muzyka: Michał Lorenc
5. Pisarze - 0:58
muzyka: Michał Lorenc
6. Salon ubecki 2:00
muzyka: Michał Lorenc
7. Zabaweczka - 2:18
muzyka: Michał Lorenc
8. Kawiarnia literatów - 1:30
muzyka: Michał Lorenc
9. Złoty upadek - 1:46
muzyka: Michał Lorenc
10. Gwiazda Dawida - 0:53
muzyka: Michał Lorenc
11. Pocałunki - 1:11
muzyka: Michał Lorenc
12. Marzenie - 1:28
muzyka: Michał Lorenc
13. Paszport - 1:58
muzyka: Michał Lorenc
14. Jaśmin - 3:02
muzyka: Michał Lorenc
15. Aresztowanie - 1:12
muzyka: Michał Lorenc
16. Kłamstwo - 0:58
muzyka: Michał Lorenc
17. Zdrada - 1:14
muzyka: Michał Lorenc
18. Wino - 0:58
muzyka: Michał Lorenc
19. UB - 2:05
muzyka: Michał Lorenc
20. Dziady - 0:51
muzyka: Michał Lorenc
21. Wypędzenie - 1:58
muzyka: Michał Lorenc
22. Marzec - 1:29
muzyka: Michał Lorenc
23. Róże Różyczki - 2:01
muzyka: Michał Lorenc
24. Świeczki - 1:21
muzyka: Michał Lorenc
25. Dworzec Gdański - 2:00
muzyka: Michał Lorenc
26. Dziecko - 2:22
muzyka: Michał Lorenc
27. Dom - 1:45
muzyka: Michał Lorenc

## Pozycje na listach
| Lista | Kraj   | Pozycja |
| ----- | ------ | ------- |
| OLiS  | Polska | 14      |